# Museo del Fuego y de los Bomberos
El Museo del Fuego y de los Bomberos es un museo de Zaragoza que fue inaugurado en el año 2012. 
Se ubica en el antiguo Convento de Franciscanos Mínimos de la Victoria del siglo XVI (c/ Santiago Ramón y Cajal, 32) que comenzó su rehabilitación en abril de 2002. 
El edificio rehabilitado tiene dos funciones: una como servicio público (parque de bomberos), y otra como museo de historia de en el que se exponen los avances en la prevención de incendios y la historia de la lucha contra el fuego. El Museo del Fuego y los Bomberos comprende el recinto del claustro, con sus fachadas interiores, patio y dos alas del mismo (sur y oeste). La implantación del Museo del Fuego y los Bomberos supone la creación de un museo no solo atractivo para niños y adultos sino también formativo y de interés para estudiosos sobre el tema. 
También supone ser uno de los museos únicos en su género en España y situarse a nivel de los mejores museos europeos y americanos por la variedad y calidad de sus fondos. 

## Contenido del museo
- Equipamiento personal: cascos, gorras, uniformes, máscaras

- Vehículos: Carros extintores, carretes de mangueras, bicicletas, escaleras extensibles, bombas manuales, bomba de vapor, automóviles.

- Equipo colectivo de trabajo: Cubos, lanzas y monitores, mangueras, extintores, útiles y herramientas, baúles, telecomunicaciones, motobombas y electrobombas, generadores.

- Documentación: Carteles, fotografía, grabados, filatelia, filuminia, libros técnicos, documentación variada, archivos del Cuerpo de Bomberos de Zaragoza.

- Objetos históricos: Instrumentos científicos, didácticos y sanitarios, trofeos, metopas, placas de aseguradoras, condecoraciones, miniaturas, maquetas, banderines.
- Maquetas

## La visita

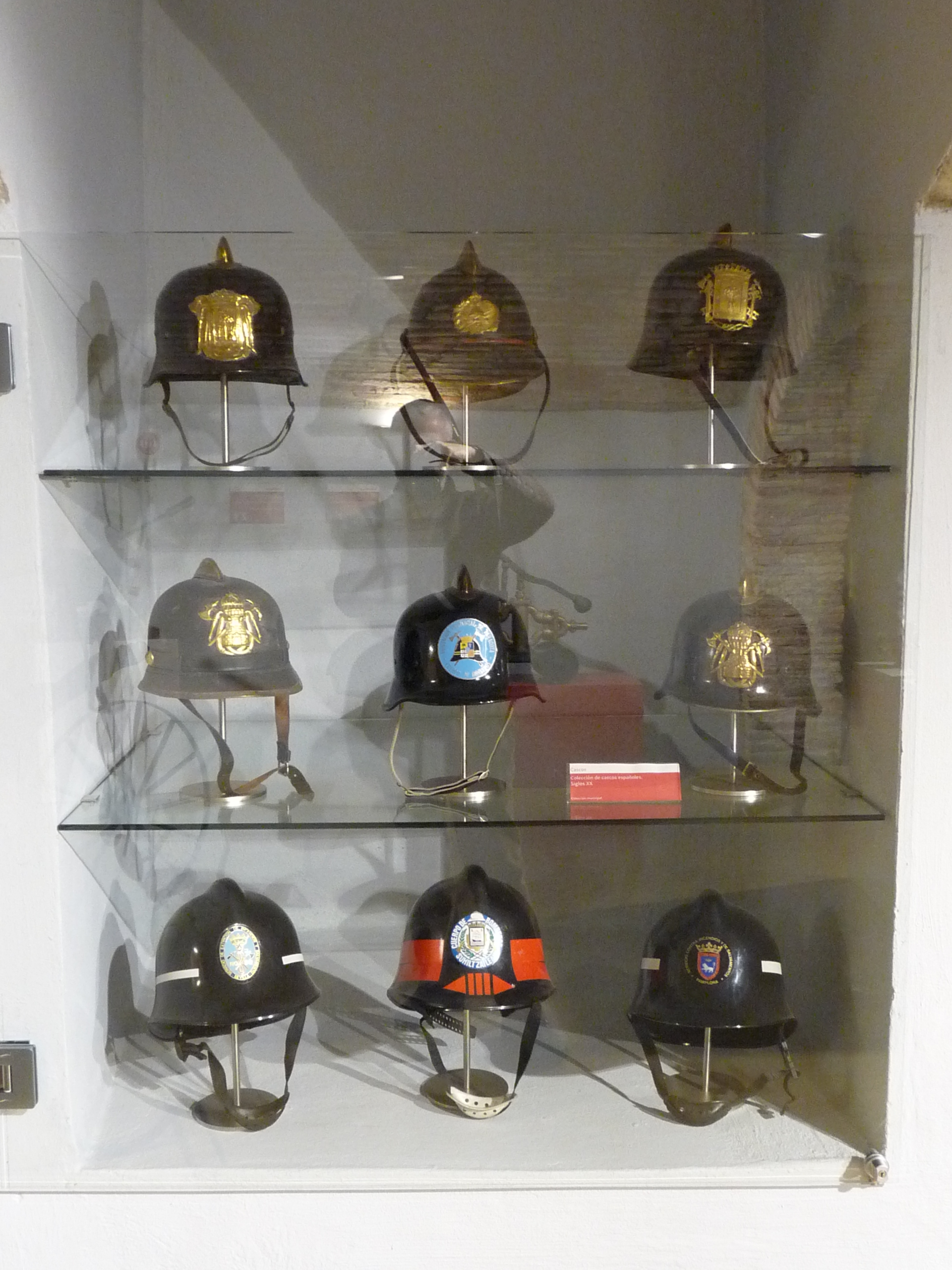
Vitrina con cascos españoles

Un museo que muestra al público la labor que realizan los bomberos, los medios con que cuentan para realizar su trabajo y cómo estos medios han evolucionado.
La visita al museo comienza en la Sala 1, donde puede verse una colección de sellos relacionados con el fuego, los bomberos y la prevención. A continuación se accede al claustro. En el primer corredor, unos paneles explican la situación, historia y arquitectura de los restos conservados del edificio y sus vicisitudes hasta nuestros días. En el segundo corredor, se realiza una recreación sobre diversos aspectos del fuego mediante imágenes y paneles explicativos.
La Sala 2 está dedicada a los Bomberos de Zaragoza. Se muestra la evolución de su vestuario y útiles desde el año 1946 hasta nuestros días. La visita se ameniza con una proyección de fotos. Además, puede consultarse en una pantalla, en tiempo real, los servicios que están atendiendo los bomberos.
En el sótano hay dos salas. La primera, la Sala 3, recoge material relacionado con los bomberos, como uniformes de las distintas especialidades, útiles y herramientas, escaleras, pértigas...
En la Sala 4 se exponen diferentes utensilios empleados en la extinción de un incendio: trapos, tinajas, toneles, cubos, bombillos manuales, extintores, mangueras, lanzas, carros porta mangueras y bombas manuales. La salida da al claustro para contemplar, en el cuarto corredor, las bombas manuales de mayor tamaño y una bomba de vapor y, en el patio, los vehículos a motor: carros extintores, carretes de mangueras, bicicletas, escaleras extensibles, camiones, automóviles...

## El edificio

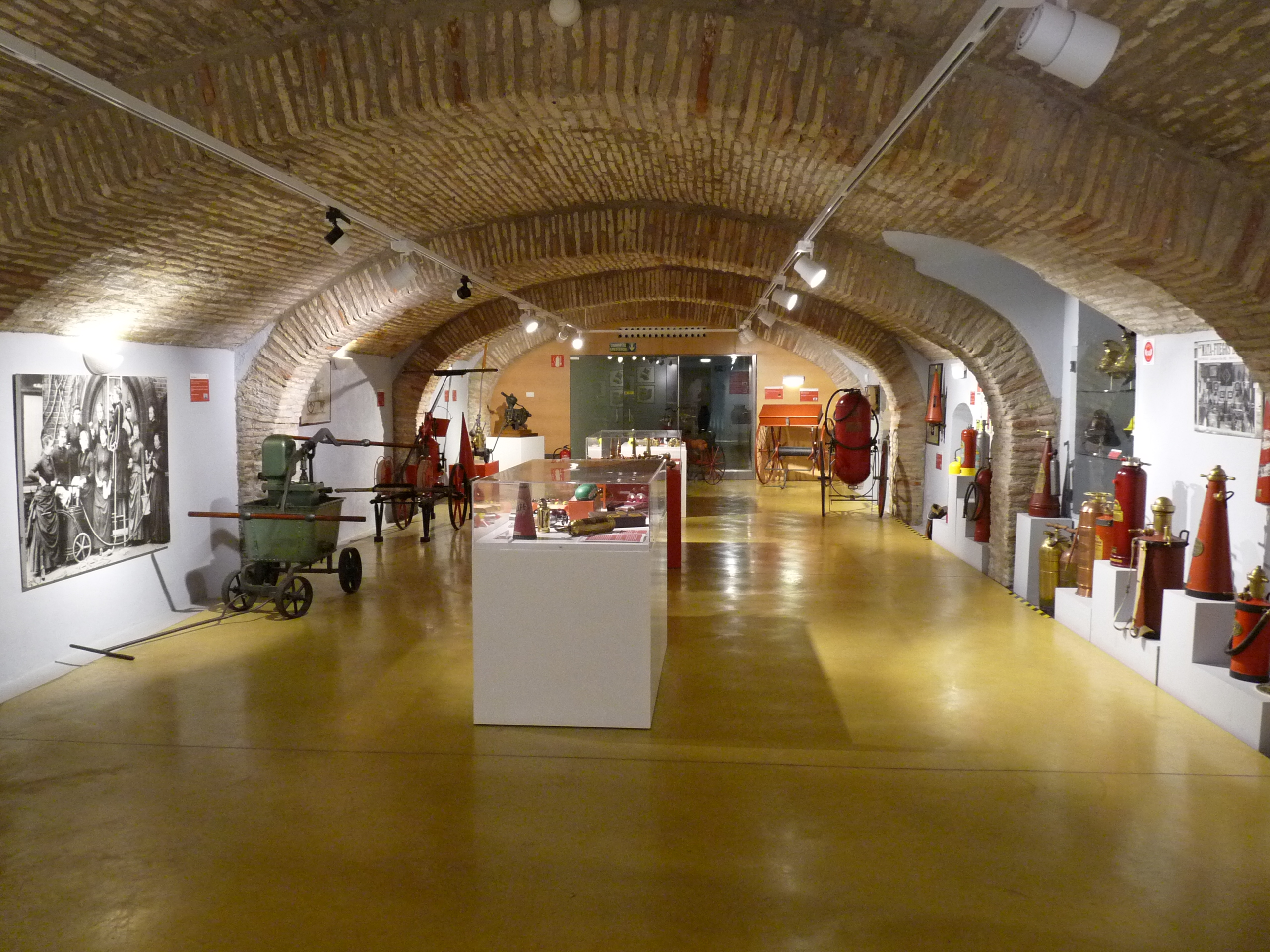
Sótano del Museo

Este edificio de la segunda mitad del siglo XVI, fue Convento de Mínimos de la Victoria, de la Orden de San Francisco de Paula, y se fundó el 27 de enero de 1576 siendo el Corrector Provincial Fray Gabriel Español. La construcción del convento se acometió en varias etapas a lo largo de las últimas décadas del siglo XVI y las primeras del XVII y se realizó bajo la dirección del maestro de obras, Clemente Ruiz.
Se ha recuperado el sótano abovedado de ladrillo caravista y la cúpula semiesférica estilo Carlos V con yeserías de tradición mudéjar de la escalera principal. El edificio, antes de su actual rehabilitación estaba muy transformado debido a los múltiples usos de los que había sido objeto en los dos últimos siglos. No obstante, es de destacar que conserva uno de los elemento de la edificación más importante: el patio claustral. La fachada principal, diseño del arquitecto municipal Ricardo Magdalena y hoy desaparecida, abría a la plaza de la Victoria. El edificio se rehabilitó pensando tuviera dos utilidades: el Parque de Bomberos nº 2, sito en el espacio que ocupaba la iglesia del convento, donde se han conservado las capillas laterales con bóvedas y pinturas originales, y el Museo del Fuego y de los Bomberos, que se ubica sobre lo que fue el claustro y dependencias del convento.

## Rehabilitación del edificio
El proyecto de rehabilitación de este edificio fue sufragado por el Ayuntamiento de Zaragoza y el Ministerio de Vivienda, teniendo que hacer frente a un inmueble muy deteriorado cuyos múltiples usos terminaron por influir en su estado.
En la restauración ha primado el respeto a los elementos que definen el estilo original del edificio, como la cúpula barroca, sótano de arcos de ladrillo, forjados de madera, fachadas primitivas y el patio claustral que se le ha dotado de una cubierta.
Se han introducido materiales como los hormigones hidratados, la madera, los policarbonatos translúcidos, los aceros y las pinturas antioxidantes. El color del edificio combina la neutralidad de la cal tintada en negro de algunos muros y de las fachadas exteriores, con el blanco de las cúpulas y el rojo del patio, en clara alusión al fuego.
En la galería, se han logrado conservar algunas bóvedas de crucería típicas de la arquitectura monástica y se han evocado en el bajo techo construido en pladur a lo largo de los porches. También se ha actuado en los muros interiores de ladrillo viejo, con trabajos de limpieza, rejuntado, restauración y zonas de nueva construcción. La solución final, mediante la aplicación de un tinte rojizo y pintura transparente, da unidad al conjunto y permite distinguir los materiales nuevos de los viejos.
El conjunto se organiza en cuatro plantas: sótano, baja y dos alzadas, en uno de cuyos extremos se sitúa el Parque de Bomberos.

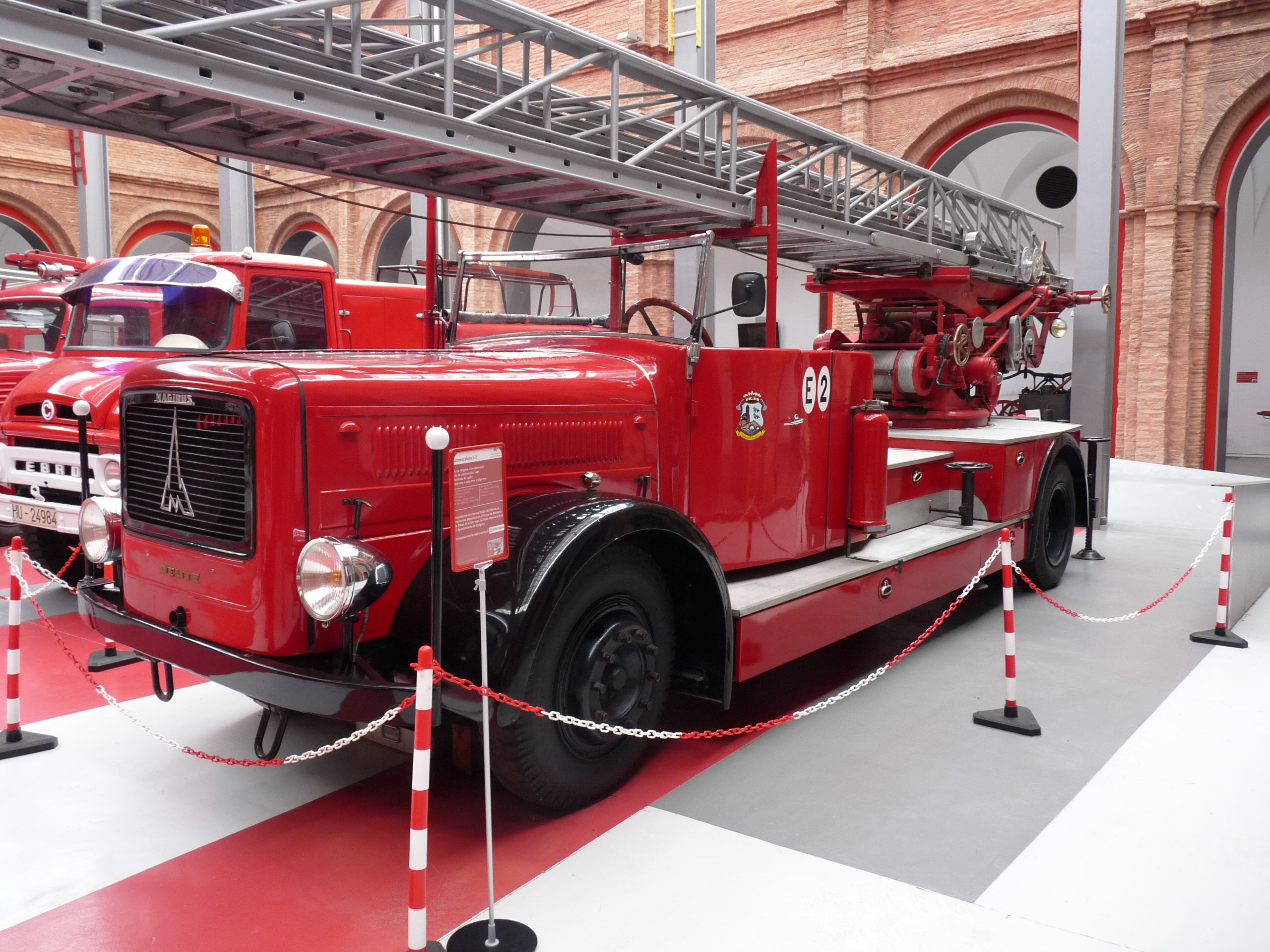
Autoescalera E-2 Magirus (1941)
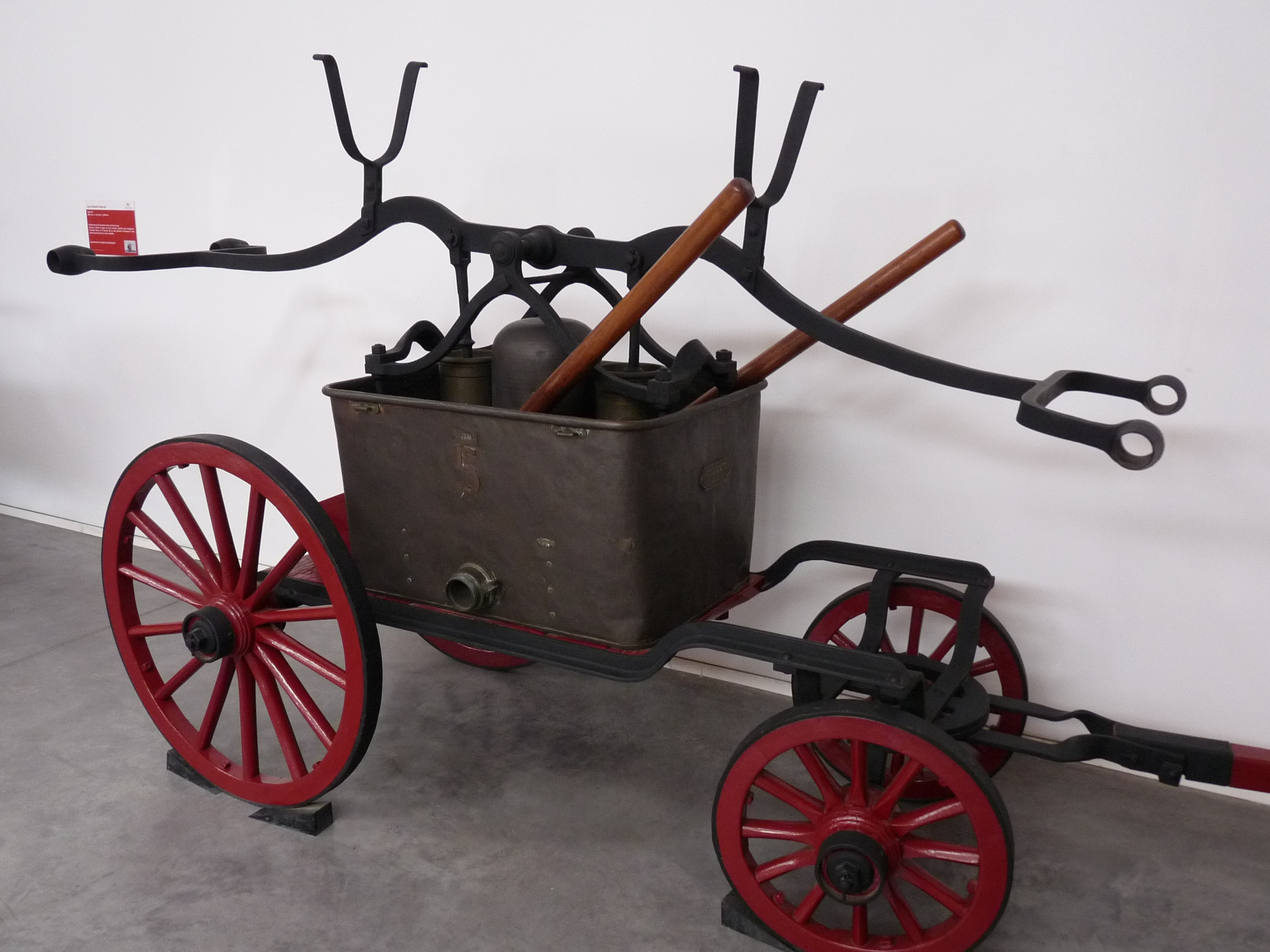
Carro bomba manual
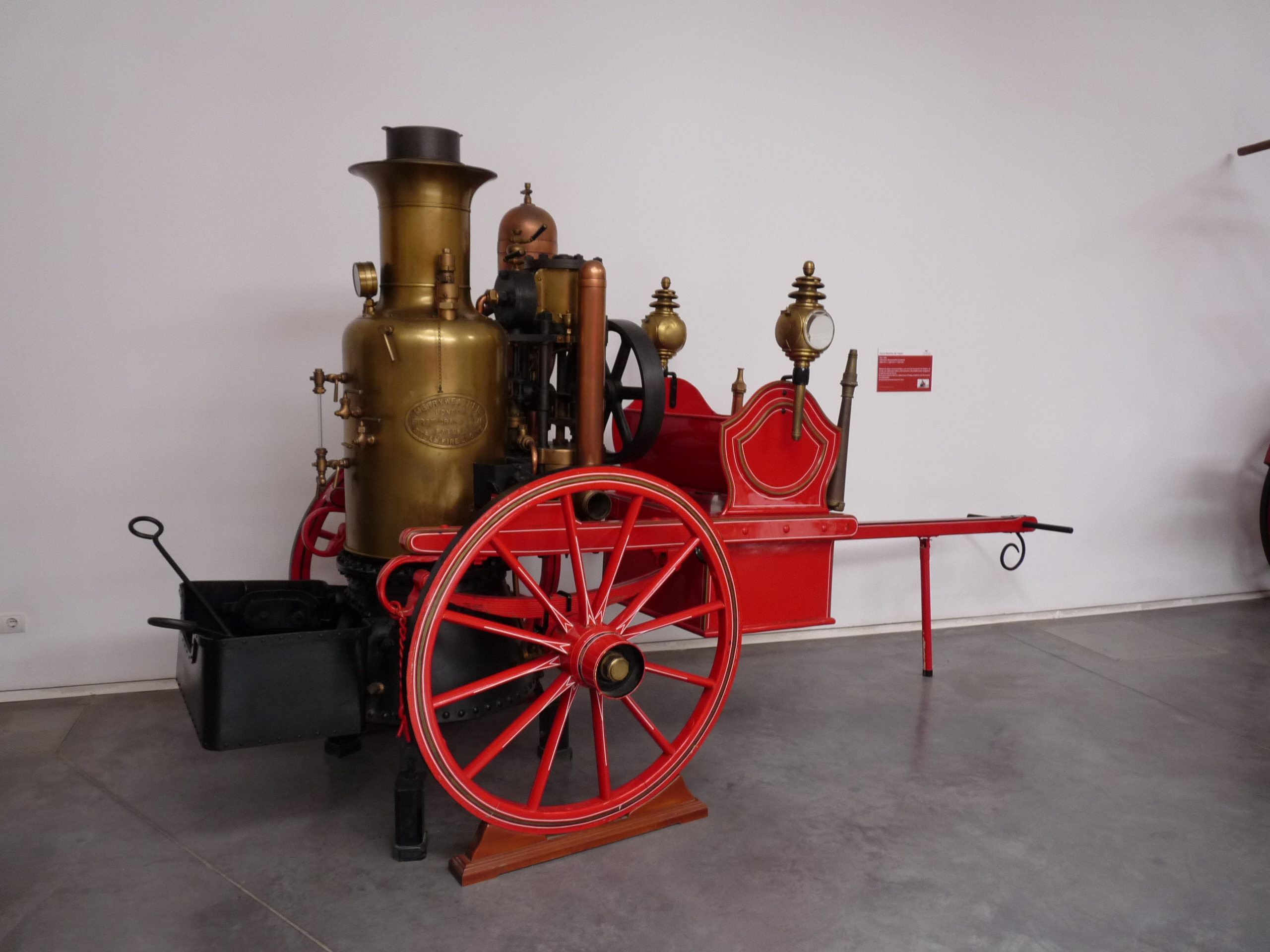
Carro bomba de vapor Merryweather 1888
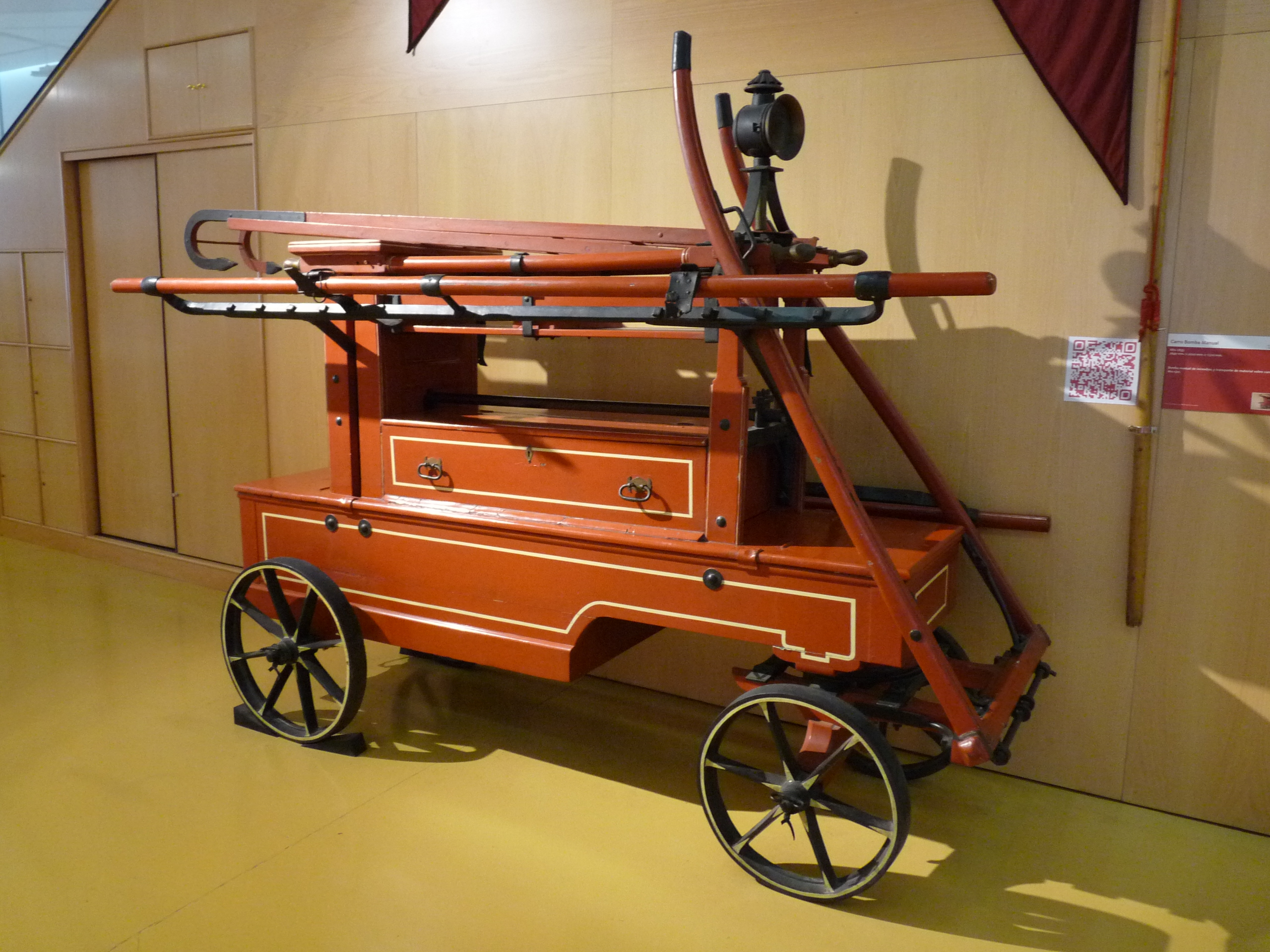
Carro bomba manual 1835
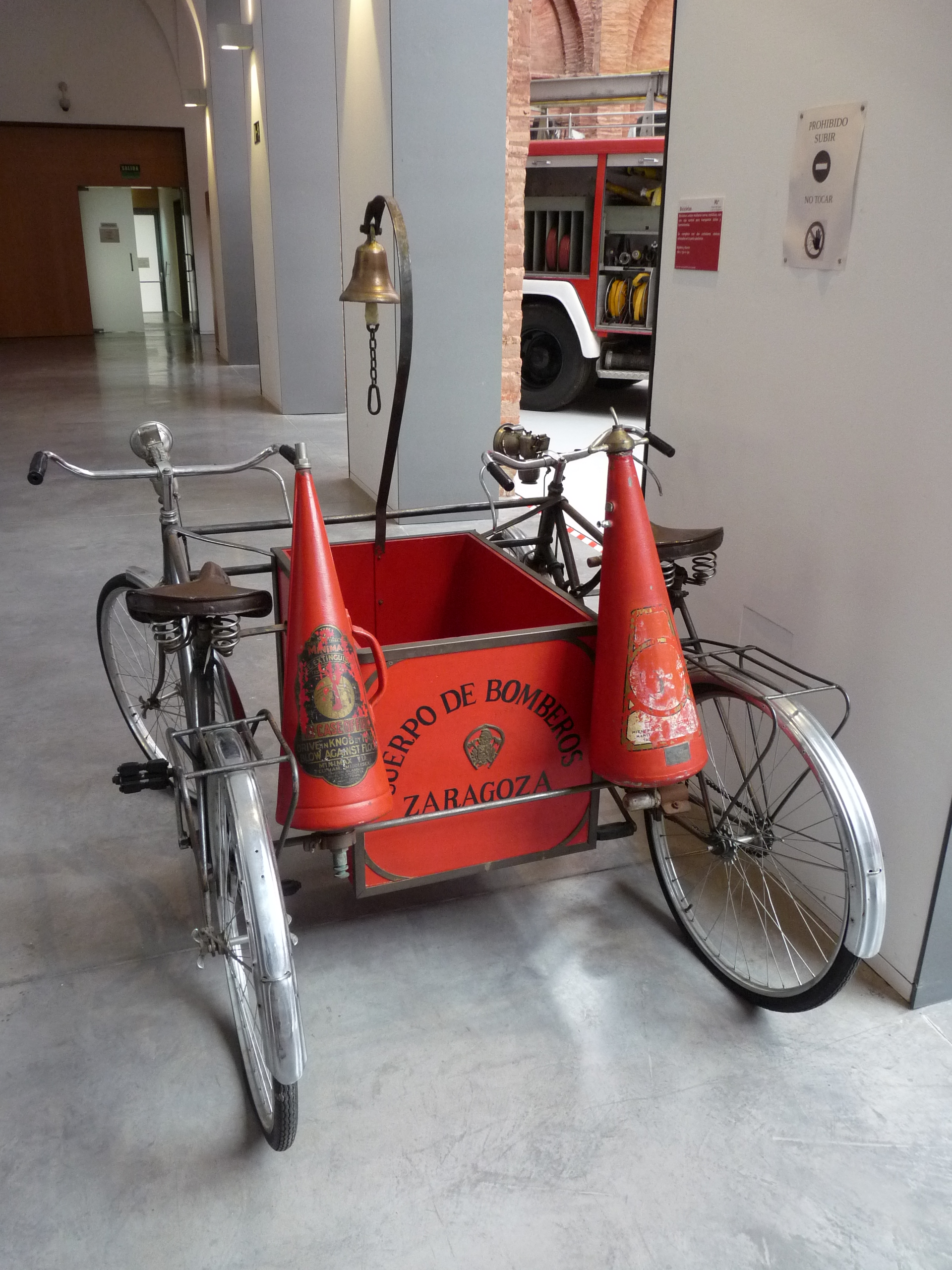
Bicicleta doble
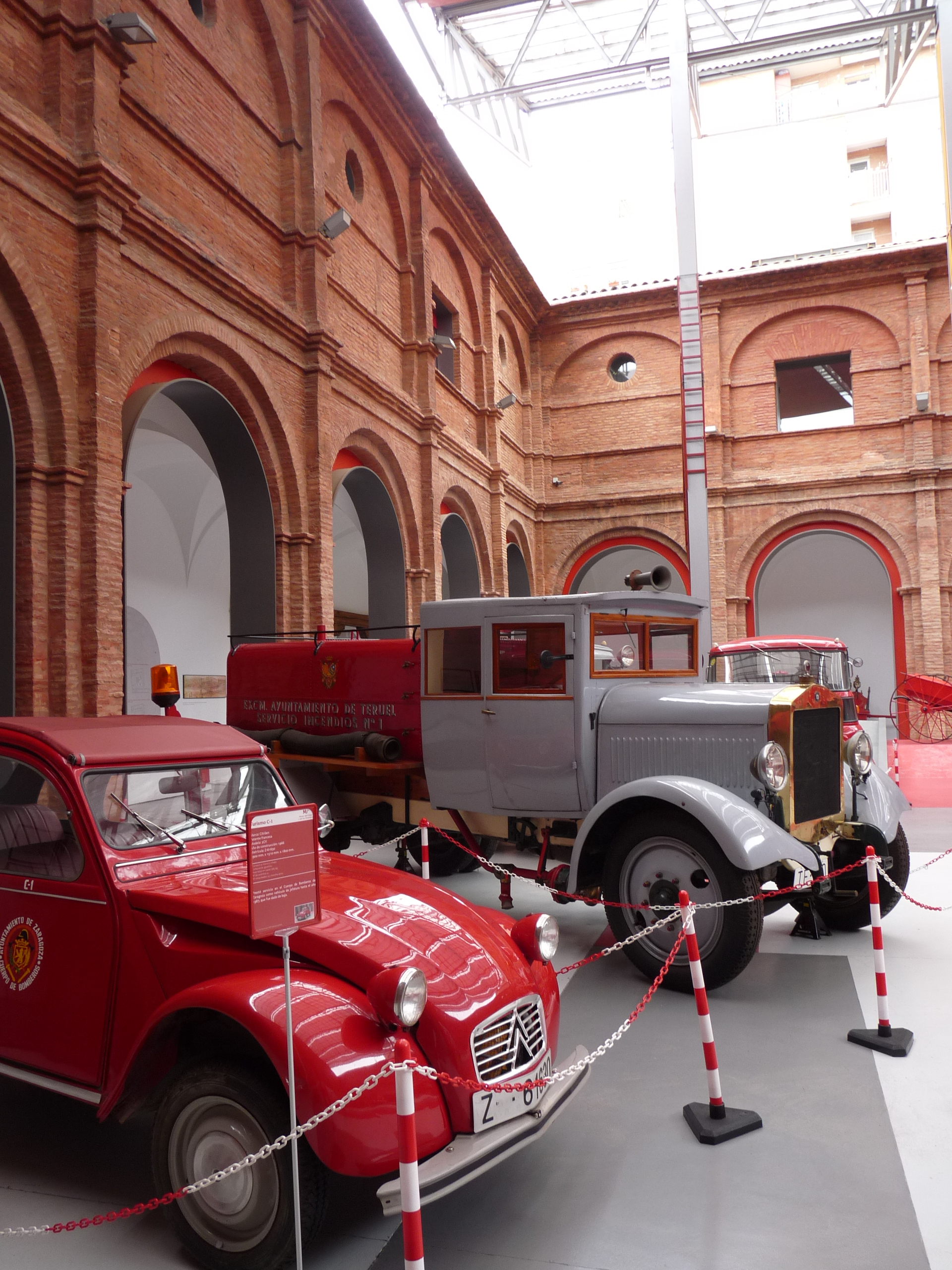
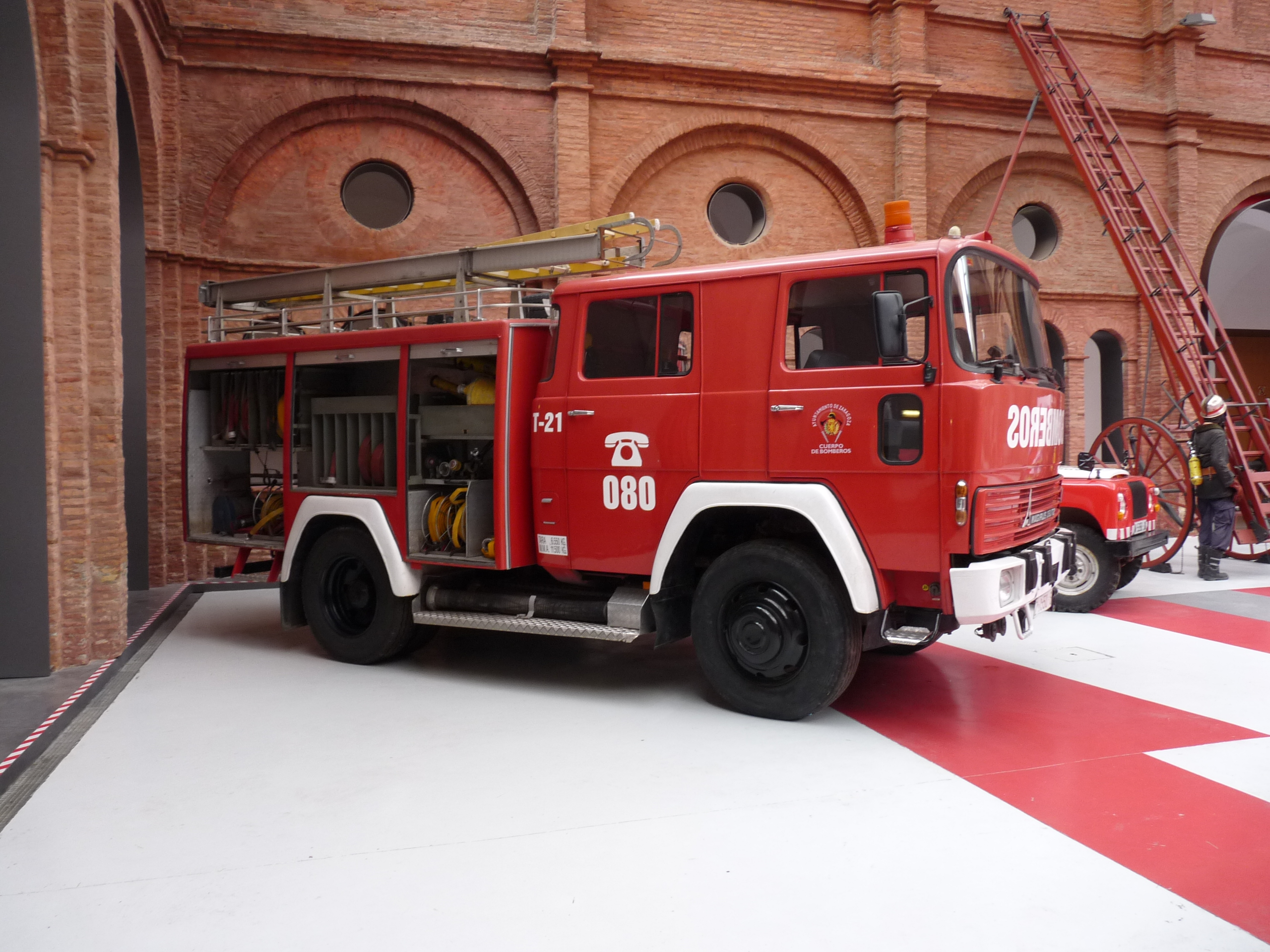
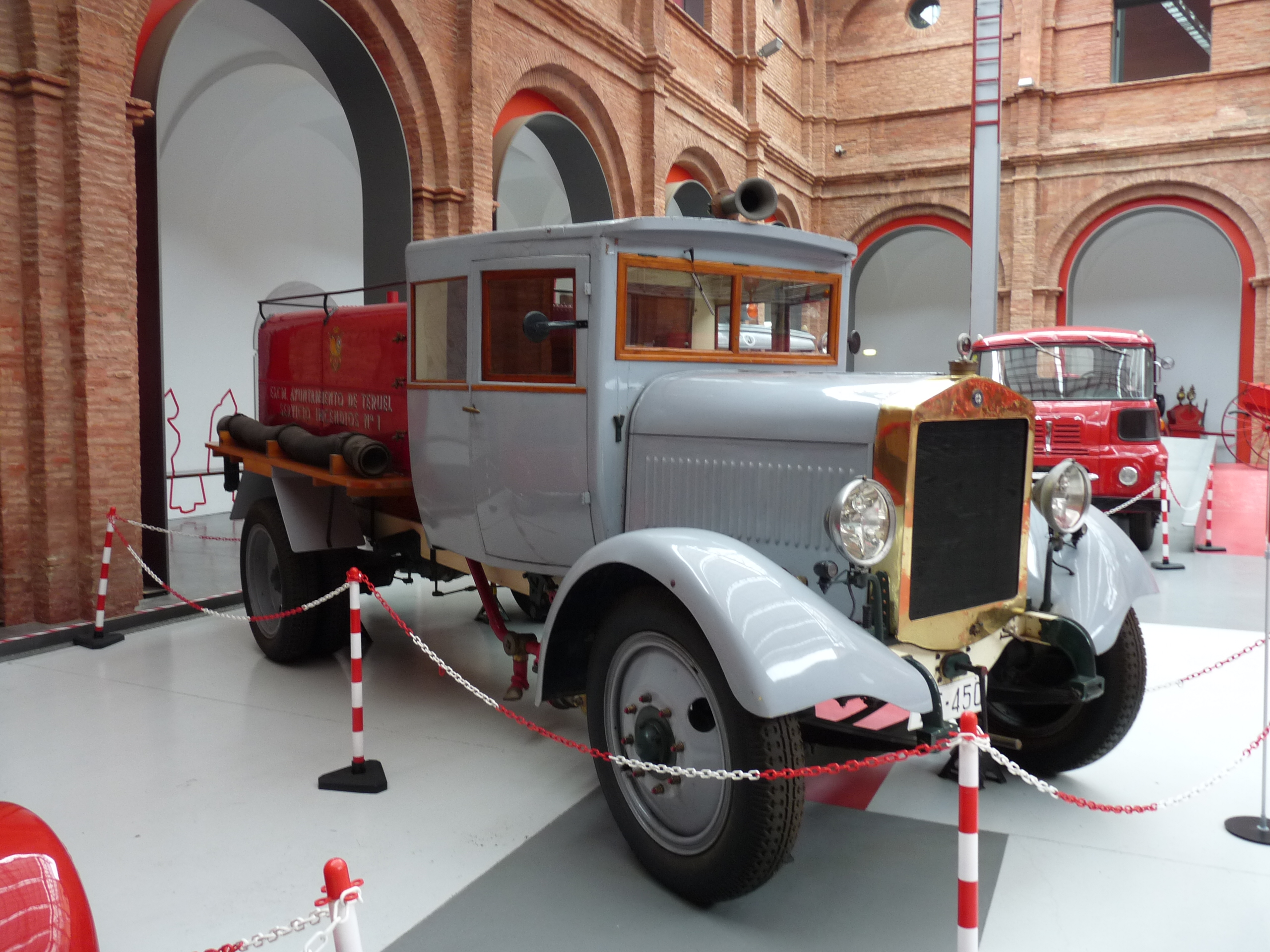
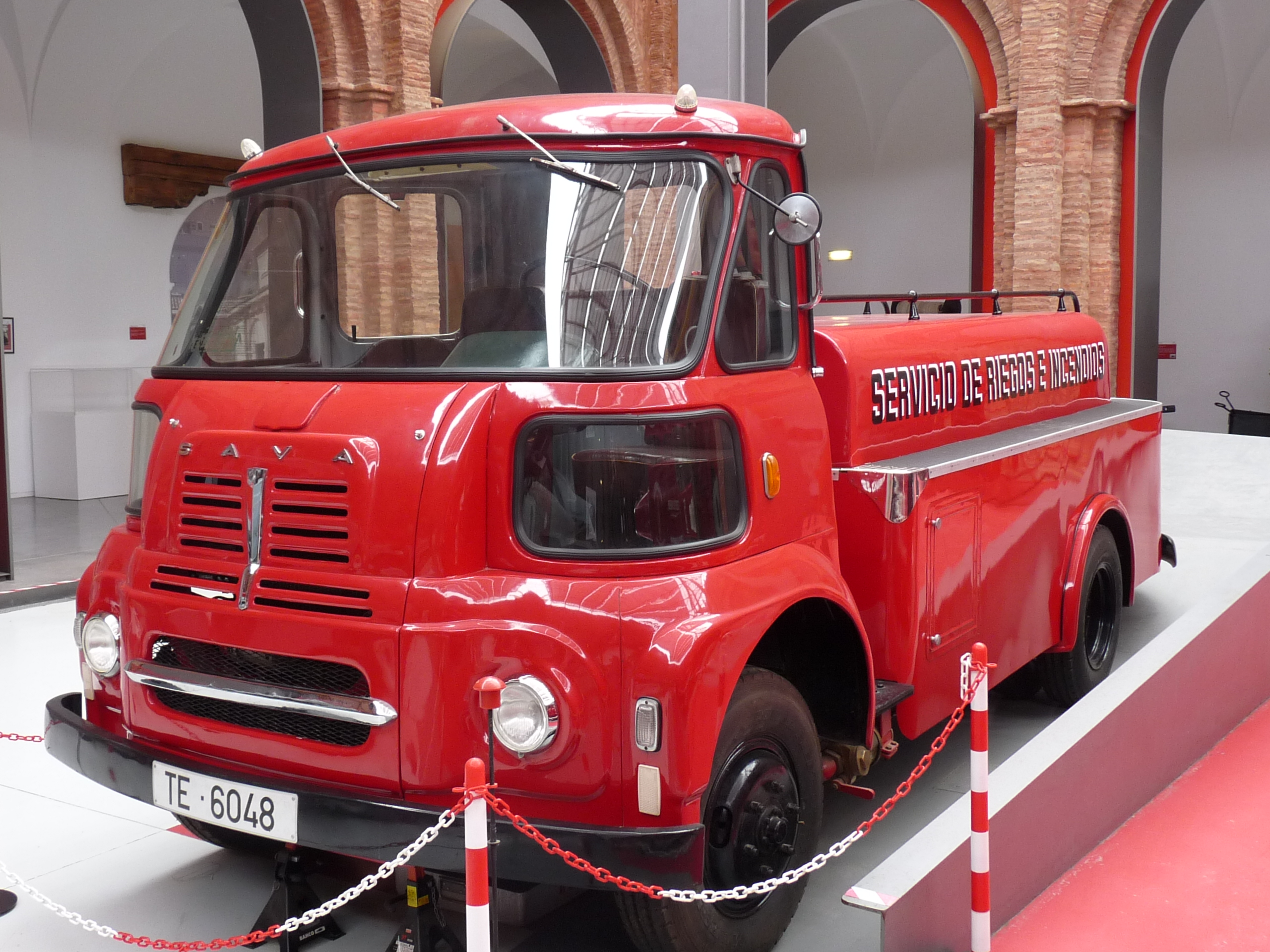
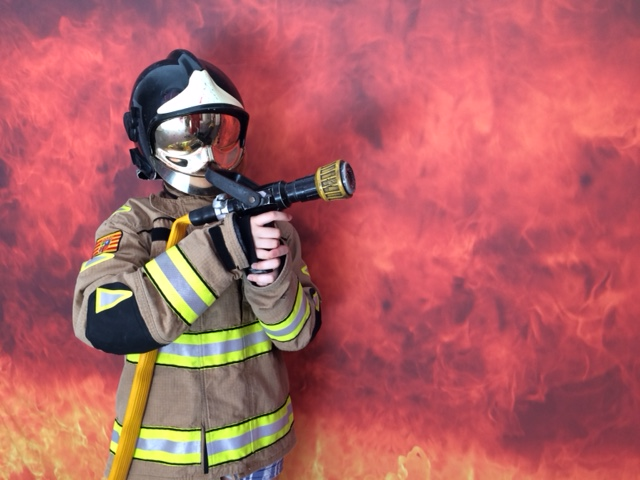
Niño disfrazado de bombero
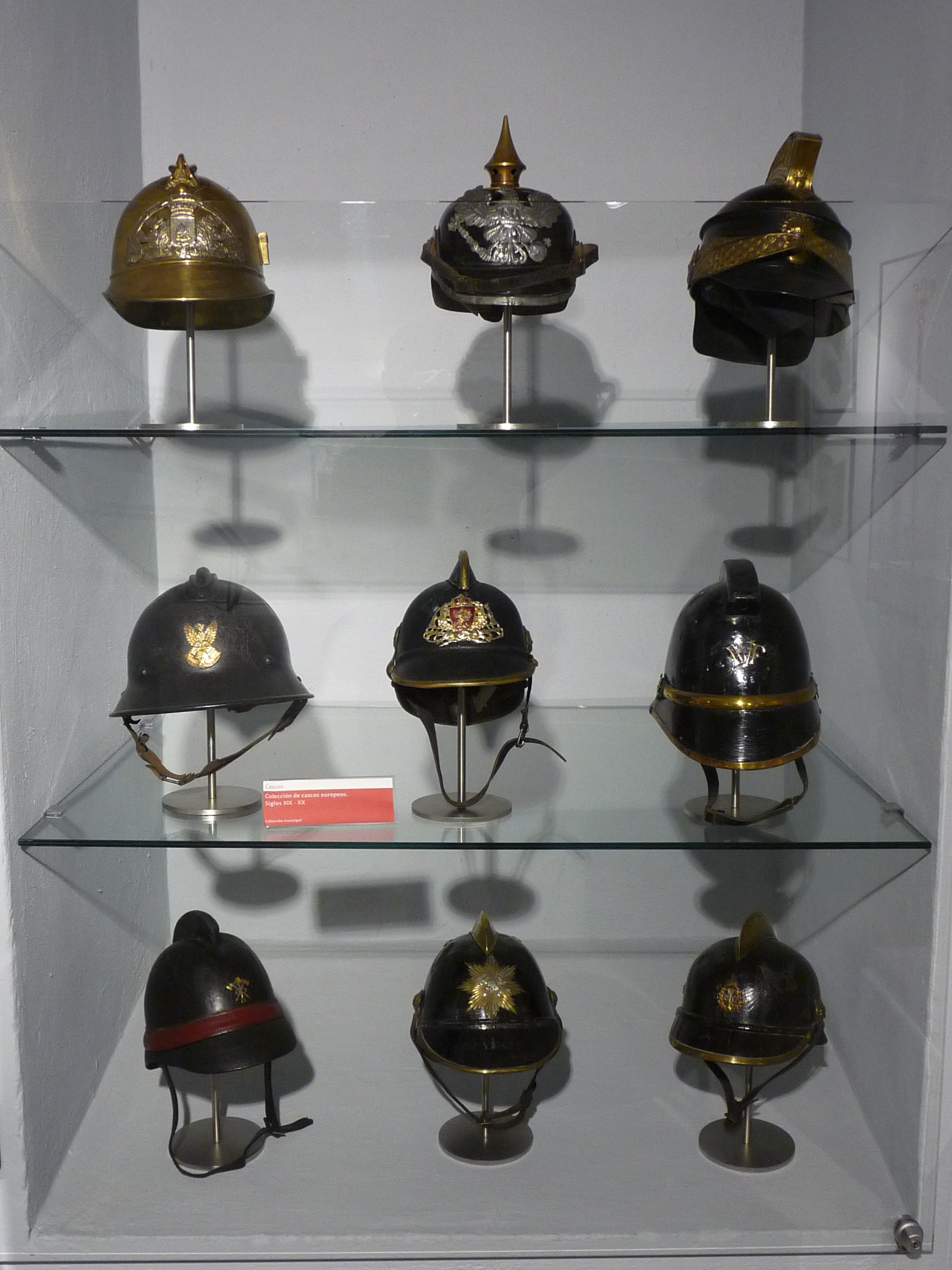
Cascos de bombero
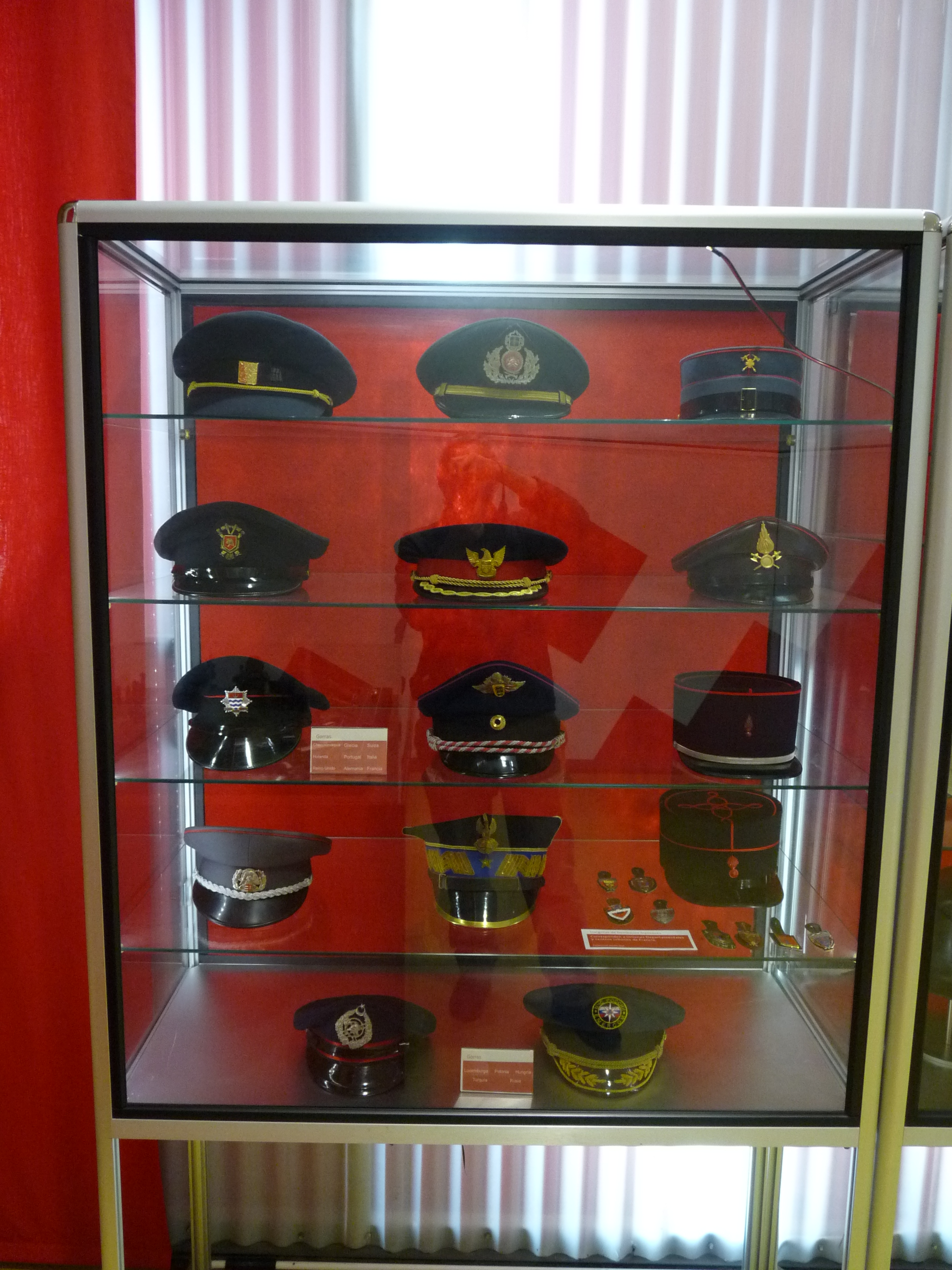
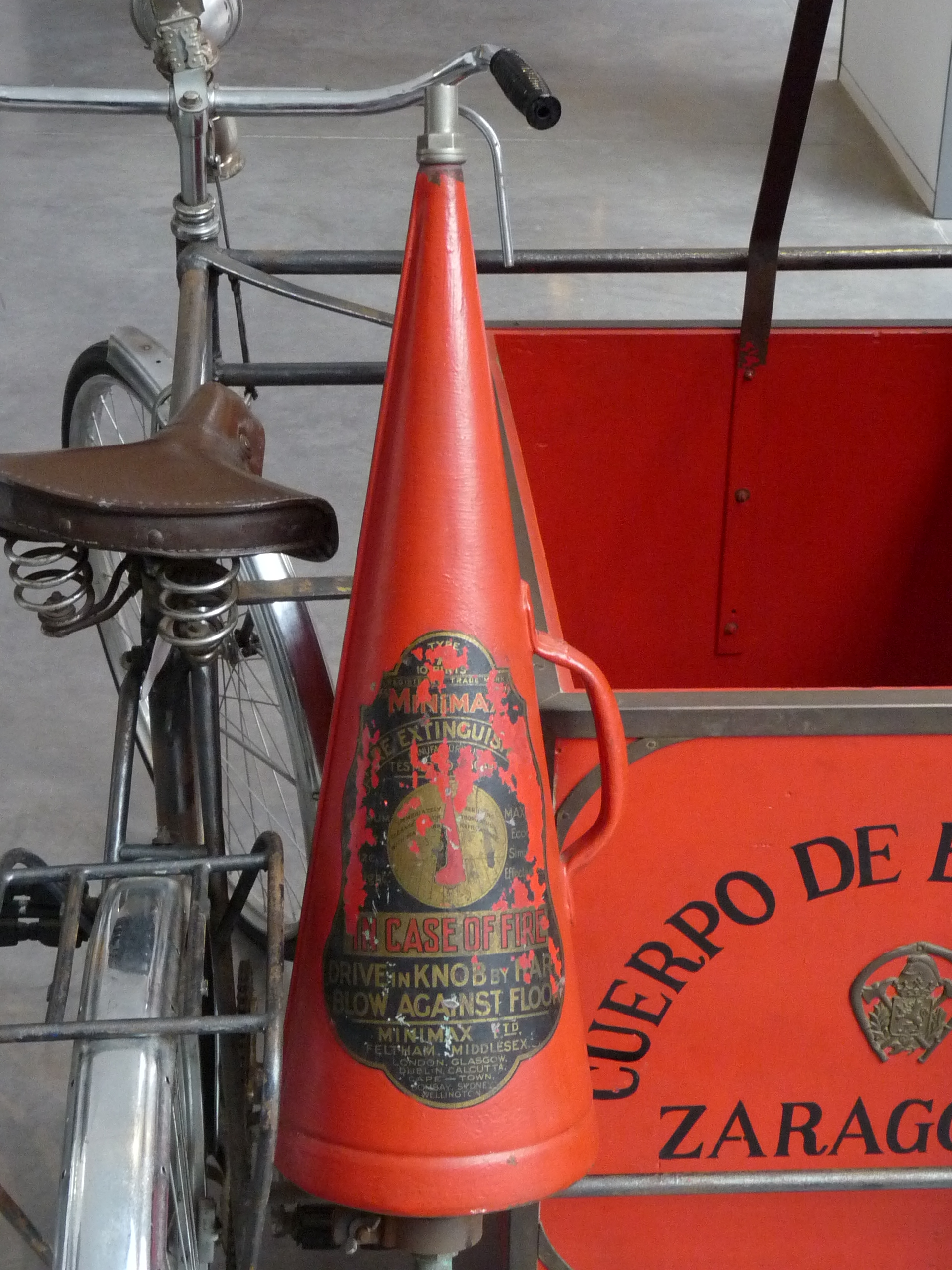